# Скалдин, Алексей Дмитриевич
Алексе́й Дми́триевич Скалди́н (2 [15] октября 1889, д. Корыхново, Новгородская губерния — 18 июля 1943, Карлаг) — русский писатель и поэт из круга младосимволистов. Его символистский роман «Странствия и приключения Никодима Старшего» (1917) определяется как «последний шаг прозы Серебряного века, последняя её вершина».

## Биография
Старший сын деревенского плотника и столяра, Алексей Дмитриевич Скалдин родился 2 октября 1889 года в деревне Корыхново Новгородской губернии. Два года спустя родился младший брат Юрий, ставший впоследствии художником.
В конце 1905 года отец со всей семьёй переехал в Петербург. Алексей устроился рассыльным во 2-е Страховое общество, продолжая обучение в вечерней школе. Через девять лет дослужился до должности управляющего округом. В 1909—1910 гг., в свободное от службы время, вольнослушателем посещал историко-филологический факультет Петербургского университета, самостоятельно выучил немецкий, французский, итальянский, древнегреческий, латынь, много читал из русской, западной и восточной философии.
Стихи сочинял с девяти лет, сразу по приезде в столицу безуспешно пытался публиковаться, однако настоящая литературная жизнь Скалдина началась с 1909, когда он познакомился с Вячеславом Ивановым, благодаря которому сразу определился как символист, начинал публиковать стихи в журналах «Аполлон», «Gaudeamus», «Сатирикон», «Отечество», альманахах «Орлы над пропастью», «Альманах Муз», «Война в русской поэзии» (1910—15). В 1912 выпустил единственный прижизненный сборник стихов — «Стихотворения». Стихи, наряду с прозой, Скалдин писал до конца жизни. Поздние стихи погибли вместе со всем архивом писателя.
С 1910 г. участвовал в заседаниях Петербургского религиозно-философского общества, для которого подготовил доклад «Идея нации» (опубл. 1998), опубликовал программную статью-рецензию «Затемнённый лик» (1913) — полемику с книгой В. Розанова «Метафизика христианства». В 1913 г. занимался возобновлением деятельности Общества поэтов. Через два года женился на Елизавете Вальтер-Бауман, от связи с которой уже имел дочь.
В сентябре 1917, за месяц до Октябрьской революции, опубликовано главное произведение Скалдина — мистико-авантюрный роман «Странствия и приключения Никодима Старшего», в котором отразились эзотерические искания самого автора. Из-за политических событий той осени появление романа прошло практически незамеченным. По-настоящему роман был оценён только много лет спустя: отмечалось его влияние на «Мастера и Маргариту» М. Булгакова, смелое новаторство Скалдина — абсурдистские принципы повествования, отсутствие мотиваций — позднее было подхвачено обэриутами. Замысленный как трилогия «Повествование о Земле», роман так и остался незаконченным: продолжение и финал трилогии, судя по всему, утрачены.
Февральскую революцию Скалдин встретил восторженно, деятельно занялся культурным строительством в качестве секретаря литературного отдела вновь образованного (в марте 1917) Союза деятелей искусств. После Октября значительная часть Союза оказалась в оппозиции к новой власти, и Скалдину пришлось бежать из Петрограда. С 1918 он жил в Саратове, печатал в журнале «Художественные известия» искусствоведческие статьи. С марта 1919 — в должности заведующего литературной секцией Саратовского изотдела искусств, затем — заведующий Художественным отделом Педагогического музея, с сентября 1920 — заведующий Губернской музейной секцией и охраной памятников, затем Отделом культов при историческом музее, с декабря 1921 заведовал Радищевским музеем. С 1922 курировал все театры и зрелищные заведения города, выступал с популярными лекциями и докладами, преподавал в педагогическом институте и в Высших театральных мастерских (курс «Философия человеческого действования»).
В том же году началась травля Скалдина, его арестовали и приговорили к трём годам заключения по ложному обвинению в сокрытии музейных ценностей. В результате вмешательства А. Луначарского Скалдин был досрочно освобождён и вскоре уехал в Петроград, где долго оставался без работы. С 1924 работал в музеях Детского Села, в Институте истории искусств, с расцветом НЭПа успешно занимался книготорговлей, разъезжал по России. В 1927 вернулся в Ленинград, служил в Госиздате редактором и библиотекарем.
В январе 1933 последовал второй арест и ссылка в Казахстан, обернувшиеся для Скалдина тяжёлой изоляцией, из которой он уже не выбрался. По окончании ссылки остался жить в Алма-Ате.
Третий арест последовал 27 июня 1941 года. Скалдин был обвинён «в клевете на граждан» и в контрреволюционной деятельности и приговорён Особым Совещанием при НКВД СССР к восьми годам лагерей. Местом отбывания наказания был определён Карлаг, куда он прибыл 17 декабря 1941 года. Отбывал наказание в Самарском отделении лагеря, где ему по состоянию здоровья был определён легкий труд. Дважды этапировался в Долинку. Сразу после второго возвращения из Долинки, 5 июня 1943 года поступил в стационар самарского отделения, а в 4 часа дня 18 июля 1943 года скончался. Причина смерти — декомпенсированный миокардит.
Похоронен А. Д. Скалдин 20 июля на кладбище Самарского отделения Карагандинского исправительно-трудового лагеря. На могиле был установлен столб с клеймом Б-22.
Трудно назвать другого писателя, сложившегося в годы Серебряного века, к наследию которого судьба оказалась в такой степени беспощадной. Обширное литературное наследие Скалдина, за малыми исключениями, утрачено. Погибли восемь романов, над которыми Скалдин работал в ссылке, три повести, дневники, конспекты лекций, статьи по изобразительному искусству, переписка со многими деятелями искусства Серебряного века. Уцелевшее наследие Скалдина практически полностью опубликовано только в 2004 году.